# Banvillars
Banvillars (en franc-comtois Banv'lai) est une commune française située dans le département du Territoire de Belfort, la région culturelle et historique de Franche-Comté et la région administrative Bourgogne-Franche-Comté.
La commune dépend du canton de Châtenois-les-Forges.
Ses habitants sont appelés les Banvillardais.

## Géographie
Le village est situé à un kilomètre de l'ancienne route nationale 83, à 6 km de Belfort en direction d'Héricourt (Haute-Saône), dans un paysage rural verdoyant et modérément vallonné.

### Climat
Pour des articles plus généraux, voir Climat de la Bourgogne-Franche-Comté et Climat du Territoire de Belfort.
En 2010, le climat de la commune est de type climat de montagne, selon une étude du Centre national de la recherche scientifique s'appuyant sur une série de données couvrant la période 1971-2000. En 2020, Météo-France publie une typologie des climats de la France métropolitaine dans laquelle la commune est exposée à un climat semi-continental et est dans la région climatique  Vosges, caractérisée par une pluviométrie très élevée (1 500 à 2 000 mm/an) en toutes saisons et un hiver rude (moins de 1 °C). 
Pour la période 1971-2000, la température annuelle moyenne est de 9,6 °C, avec une amplitude thermique annuelle de 17,4 °C. Le cumul annuel moyen de précipitations est de 1 303 mm, avec 13,7 jours de précipitations en janvier et 10,8 jours en juillet. Pour la période 1991-2020, la température moyenne annuelle observée sur la station météorologique de Météo-France la plus proche, « Dorans », sur la commune de Dorans à 2 km à vol d'oiseau, est de 10,9 °C et le cumul annuel moyen de précipitations est de 974,0 mm. 
La température maximale relevée sur cette station est de 38,1 °C, atteinte le 24 juillet 2019 ; la température minimale est de −16 °C, atteinte le 20 décembre 2009,,. 
Les paramètres climatiques de la commune ont été estimés pour le milieu du siècle (2041-2070) selon différents scénarios d'émission de gaz à effet de serre à partir des nouvelles projections climatiques de référence DRIAS-2020. Ils sont consultables sur un site dédié publié par Météo-France en novembre 2022.

## Urbanisme

### Typologie
Au 1er janvier 2024, Banvillars est catégorisée commune rurale à habitat dispersé, selon la nouvelle grille communale de densité à sept niveaux définie par l'Insee en 2022.
Elle est située hors unité urbaine. Par ailleurs la commune fait partie de l'aire d'attraction de Belfort, dont elle est une commune de la couronne,. Cette aire, qui regroupe 91 communes, est catégorisée dans les aires de 50 000 à moins de 200 000 habitants,.

### Occupation des sols
L'occupation des sols de la commune, telle qu'elle ressort de la base de données européenne d’occupation biophysique des sols Corine Land Cover (CLC), est marquée par l'importance des forêts et milieux semi-naturels (53,6 % en 2018), une proportion sensiblement équivalente à celle de 1990 (53,7 %). La répartition détaillée en 2018 est la suivante : forêts (53,6 %), zones agricoles hétérogènes (19,7 %), terres arables (9,9 %), prairies (9,2 %), zones urbanisées (7,6 %). L'évolution de l'occupation des sols de la commune et de ses infrastructures peut être observée sur les différentes représentations cartographiques du territoire : la carte de Cassini (XVIIIe siècle), la carte d'état-major (1820-1866) et les cartes ou photos aériennes de l'IGN pour la période actuelle (1950 à aujourd'hui).

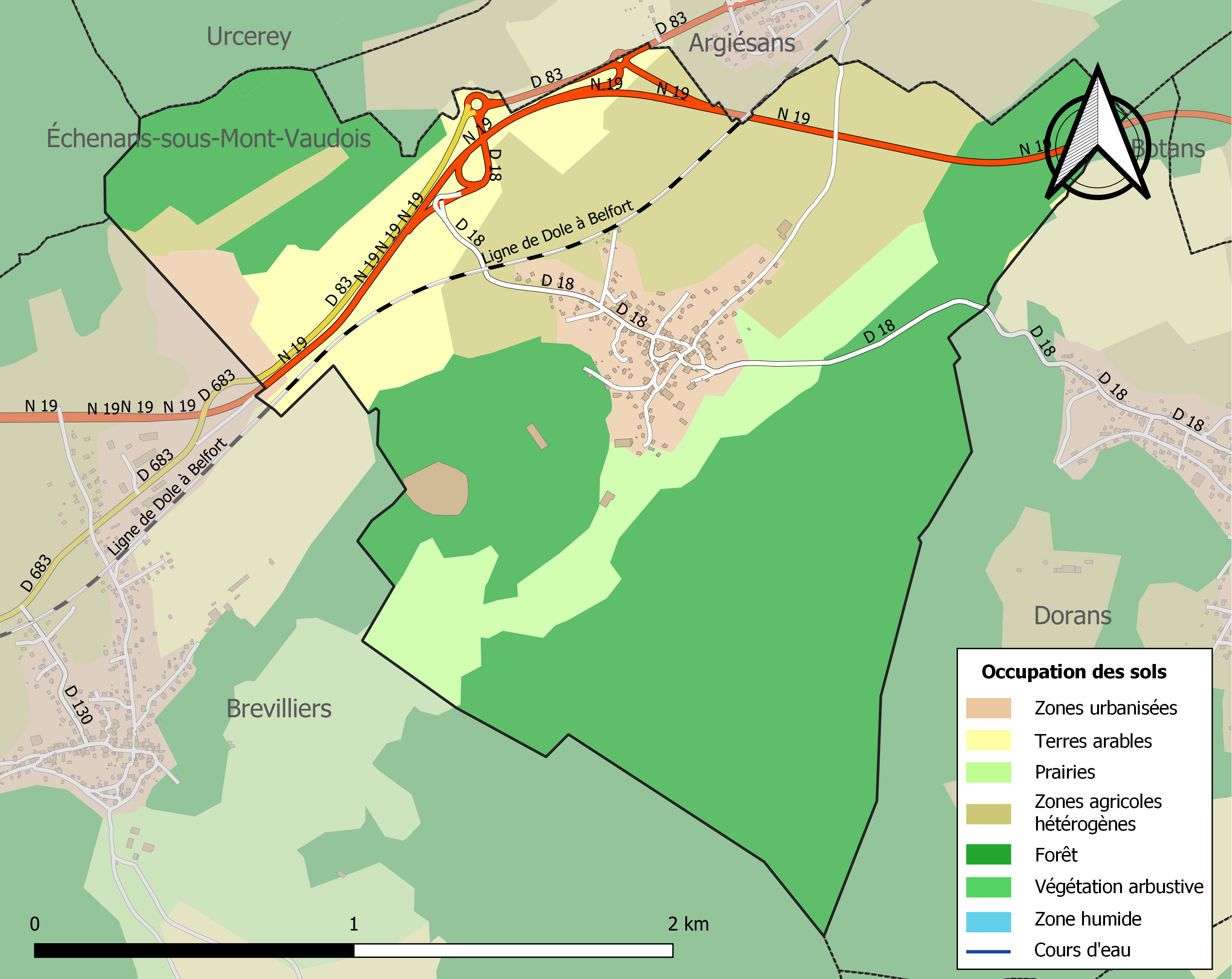
Carte des infrastructures et de l'occupation des sols de la commune en 2018 (CLC).

## Toponymie
- Banvilliers (1130), Banviler (1303), Bannweiler (1521/1525[13]), Banvillars (1655), Banvillard (1793).

## Histoire
Lors des travaux de construction de la voie ferrée, dans les années 1850 furent découverts les restes de la voie romaine rejoignant Bavilliers. En 1257 le village dépendait du comté de Montbéliard et la petite chapelle Saint-Ambroise relevait de la paroisse de Brevilliers (Haute-Saône). Une dizaine d'années après la mort de Renaud de Bourgogne, en 1339, le fief de Banvillars passa aux comtes de Ferrette.
Le château de Banvillars se dressait sur la butte appelée le Beau Bois sa présence est attestée en 1411. Odet de Villers, seigneur de Roche-sur-Linotte, le tient en fief des Habsbourg. En 1412, il le vend à Henri Valée de Fontenay. 
Il fut détruit vraisemblablement par les mercenaires suédois qui ravagèrent les environs de Belfort vers 1633.
Les ruines du château fort disparurent vers 1890 quand fut construit le fort de Banvillars, un ouvrage faisant partie de la ceinture fortifiée de Belfort.

## Héraldique
|  | Les armes de la commune se blasonnent ainsi : Deux écus accolés : De gueules à trois annelets d'argent. Et D'azur à trois barres échiquetées à plomb d'or et de gueules |

## Politique et administration
| Période                                  | Période  | Identité           | Étiquette | Qualité    |
| ---------------------------------------- | -------- | ------------------ | --------- | ---------- |
| Les données manquantes sont à compléter. |          |                    |           |            |
| ?                                        | 1985     | Roger Mouilleseaux | SE        | Ouvrier    |
| 1985                                     | 1996     | Robert Hainin      | SE        | Fermier    |
| 1996                                     |          | François Busser    | SE        | Enseignant |
| 2014                                     | En cours | Thierry Patte      |           |            |

## Population et société

### Démographie
L'évolution du nombre d'habitants est connue à travers les recensements de la population effectués dans la commune depuis 1793. Pour les communes de moins de 10 000 habitants, une enquête de recensement portant sur toute la population est réalisée tous les cinq ans, les populations de référence des années intermédiaires étant quant à elles estimées par interpolation ou extrapolation. Pour la commune, le premier recensement exhaustif entrant dans le cadre du nouveau dispositif a été réalisé en 2005.

En 2022, la commune comptait 290 habitants, en évolution de +2,11 % par rapport à 2016 (Territoire de Belfort : −2,78 %, France hors Mayotte : +2,11 %).
| 1793 | 1800 | 1806 | 1821 | 1831 | 1836 | 1841 | 1846 | 1851 |
| ---- | ---- | ---- | ---- | ---- | ---- | ---- | ---- | ---- |
| 168  | 192  | 188  | 203  | 209  | 230  | 249  | 239  | 232  |

| 1856 | 1861 | 1866 | 1872 | 1876 | 1881 | 1886 | 1891 | 1896 |
| ---- | ---- | ---- | ---- | ---- | ---- | ---- | ---- | ---- |
| 210  | 186  | 185  | 174  | 186  | 180  | 164  | 231  | 156  |

| 1901 | 1906 | 1911 | 1921 | 1926 | 1931 | 1936 | 1946 | 1954 |
| ---- | ---- | ---- | ---- | ---- | ---- | ---- | ---- | ---- |
| 151  | 154  | 147  | 121  | 114  | 109  | 123  | 127  | 114  |

| 1962 | 1968 | 1975 | 1982 | 1990 | 1999 | 2005 | 2006 | 2010 |
| ---- | ---- | ---- | ---- | ---- | ---- | ---- | ---- | ---- |
| 132  | 141  | 203  | 208  | 237  | 242  | 258  | 264  | 274  |

| 2015 | 2020 | 2022 | - | - | - | - | - | - |
| ---- | ---- | ---- | - | - | - | - | - | - |
| 283  | 291  | 290  | - | - | - | - | - | - |

## Lieux et monuments

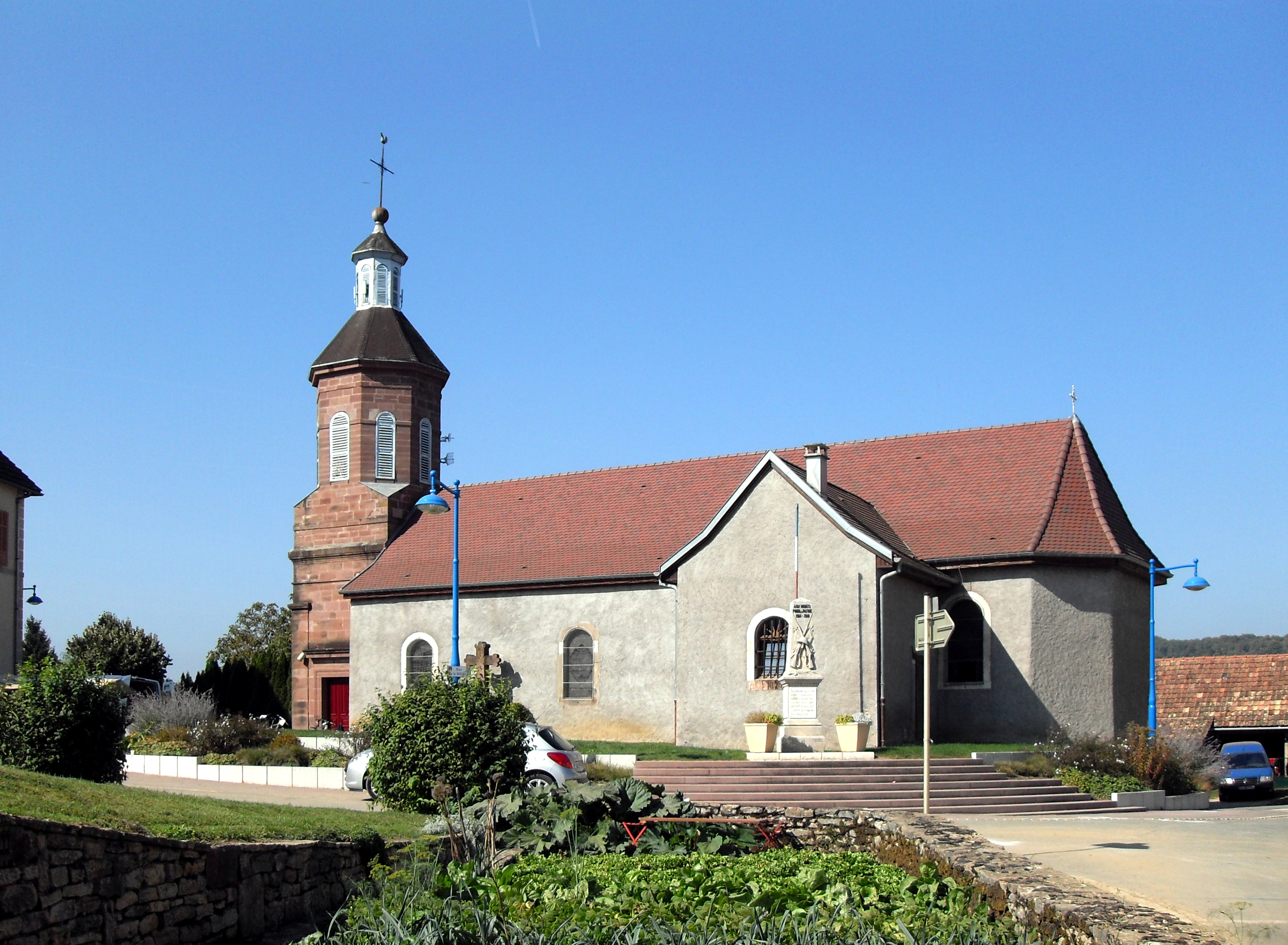
L'église Saint-Ambroise.
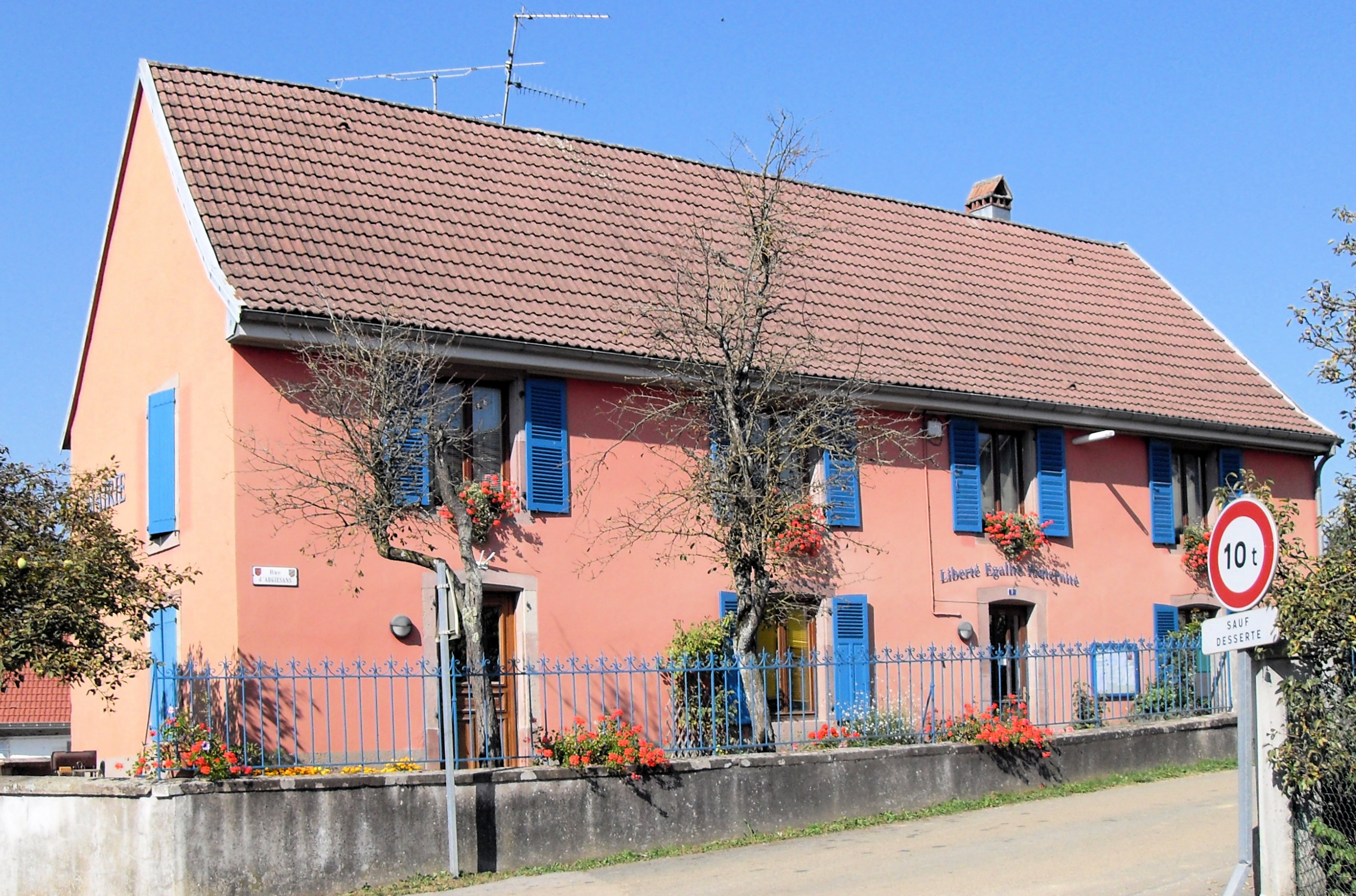
La mairie (l'ancien presbytère).

## Pour approfondir